# Andraž Struna
Andraž Struna (Piran, 23 april 1989) is een Sloveens voetballer. Hij tekende in september 2020 voor US Triestina.

## Clubcarrière
Struna begon zijn loopbaan bij NK Portorož Piran uit zijn geboortestad in 2006. Een jaar later maakte hij de overstap naar topclub FC Koper. Hier speelde hij drie seizoenen lang vaak in de basis. In 2010 werd hij gecontracteerd door Cracovia Kraków in de Poolse Ekstraklasa. Tussen 2013 en 2016 kwam hij uit voor het Griekse PAS Giannina. Hij speelde 80 wedstrijden voor de club. In januari 2017 transfereerde Struna naar het Schotse Heart of Midlothian FC. Hier speelde hij een half seizoen en kwam hij tot één doelpunt. Op 6 september van dat jaar tekende Struna bij New York City FC. Hij kwam hier echter nauwelijks aan spelen toe en daarom vertrok hij in 2018 naar Anorthosis Famagusta op Cyprus. Na een vol seizoen een vaste waarde te zijn geweest voor de Cyprioten, vertrok hij naar het Roemeense FC Voluntari. Op 8 september 2020 tekende Struna een tweejarig contract bij US Triestina in de Italiaanse Serie C.

## Interlandcarrière
Struna maakte zijn debuut voor het Sloveens voetbalelftal op 15 augustus 2012 in de met 4–3 gewonnen wedstrijd tegen Roemenië in Ljubljana. Hij maakte zijn eerste en enige doelpunt op 27 maart 2015 tegen San Marino.
| Interlandgoal van Andraž Struna voor Slovenië | Interlandgoal van Andraž Struna voor Slovenië | Interlandgoal van Andraž Struna voor Slovenië | Interlandgoal van Andraž Struna voor Slovenië | Interlandgoal van Andraž Struna voor Slovenië | Interlandgoal van Andraž Struna voor Slovenië |
| No.                                           | Datum                                         | Wedstrijd                                     | Score                                         | Uitslag                                       | Competitie                                    |
| Als speler van PAS Giannina                   | Als speler van PAS Giannina                   | Als speler van PAS Giannina                   | Als speler van PAS Giannina                   | Als speler van PAS Giannina                   | Als speler van PAS Giannina                   |
| --------------------------------------------- | --------------------------------------------- | --------------------------------------------- | --------------------------------------------- | --------------------------------------------- | --------------------------------------------- |
| 1                                             | 27 maart 2015                                 | Slovenië – San Marino                         | 3 – 0                                         | 6 – 0                                         | EK 2016 kwalificatie                          |

## Erelijst
FC Koper
- Landskampioen van Slovenië

2009/10
- Supercup van Slovenië

2010